# Protea dracomontana
Protea dracomontana är en tvåhjärtbladig växtart som beskrevs av John Stanley Beard. Protea dracomontana ingår i släktet Protea och familjen Proteaceae. Inga underarter finns listade i Catalogue of Life.